# جسیکا دیگو
جسیکا دیگو (زاده ۱۵ فوریه ۱۹۸۸) بازیگر استرالیایی است که برای ایفای نفش هلنا برتینلی مجموعه تلویزیونی پیکان شناخته شده‌است. همچنین در مجموعه تلویزیونی دراکولا محصول سال ۲۰۱۳ شبکه ان بی سی آمریکا در نقش مینا هارکر ظاهر شده‌است

## زندگی‌نامه
جسیکا در حومه شرقی شهر پرث در استرالیای غربی بزرگ شد. پس از به پایان رسانیدن آموزش های دبیرستانی در دبیرستان لسموردی (Lesmurdie) در سال ۲۰۱۰ در سن ۲۲ سالگی از دانشگاه کورتین فارغ‌التحصیل شد.
به منظور به دست آوردن فرصت‌های بیشتر برای بازیگری، به سیدنی نقل مکان کرد. او به عنوان بازیگر میهمان در تعدادی از مجموعه‌های تلویزیونی ظاهر شد و در سال ۲۰۱۲ به لس آنجلس مهاجرت کرد.

## فیلم‌شناسی جسیکا دیگو
| سال       | عنوان                         | نقش                  | یادداشت                                                  |
| --------- | ----------------------------- | -------------------- | -------------------------------------------------------- |
| ۲۰۰۶      | The Sleepover Club            | آماندا هارت / شندی   | مجموعه تلویزیونی (قسمت: "Fallen Star"); با نام "جس دیگو" |
| ۲۰۰۹      | داستان‌های زمان خواب           | مادر                 | فیلم کوتاه؛ با نام "جس دیگو"                             |
| ۲۰۱۰      | The Ballad of Nick Chopper    | ایوا                 | فیلم کوتاه                                               |
| ۲۰۱۱      | Works Well with Others        | آندریا               | فیلم کوتاه؛ با نام "جس دیگو"                             |
| ۲۰۱۱      | Underbelly: Razor             | کنستیبا ادی مک الوری | مجموعه تلویزیونی (۳ قسمتs)                               |
| ۲۰۱۱      | Crownies                      | ملودی                | مجموعه تلویزیونی (قسمت ۱٫۲۰)                             |
| ۲۰۱۲      | حرفه دشوار (مجموعه تلویزیونی) | ایوت جوان            | مجموعه تلویزیونی (قسمت: "Opportunity Knocks")            |
| ۲۰۱۲      | Kath & Kimderella             | ایزابلا              | فیلم                                                     |
| ۲۰۱۲      | The Dinner Meeting            | ناتالی               | فیلم کوتاه؛ با نام «جس دیگو»                             |
| ۲۰۱۲      | The Mystery of a Hansom Cab   | مج                   | فیلم                                                     |
| ۲۰۱۲–۲۰۱۴ | پیکان                         | هلنا برتینلی         | مجموعه تلویزیونی                                         |
| ۲۰۱۳      | این ساعت‌های پایانی            | زویی                 | فیلم                                                     |
| ۲۰۱۳–۲۰۱۴ | دراکولا                       | مینا هارکر           | مجموعه تلویزیونی                                         |
| ۲۰۱۴      | مار بریده                     | پائولا               | فیلم                                                     |
| ۲۰۱۵      | مهلت گالیپولی                 | ورا گرنت             | مینی سریال                                               |
| ۲۰۱۵      | The Rezort                    | ملانی                | فیلم                                                     |
| ۲۰۱۶      | Underground                   | الیزابت              | نقش اصلی                                                 |
| ۲۰۱۶      | The Last Tycoon               | مینا دیویس           | نقش دوره ای                                              |
| ۲۰۱۷      | OtherLife                     | رن امری              | فیلم                                                     |
| ۲۰۱۸      | Riot                          | رابین پلیستر         | فیلم                                                     |
| ۲۰۱۹      | The Hunting                   | الیزا                | مینی سریال                                               |
| ۲۰۱۹      | تاج                           | لوسی لیندزی هاگ      | مجموعه تلویزیونی                                         |
| ۲۰۱۹      | خون وین                       | آمیلیا لیدگیت (فصل۱) | مجموعه تلویزیونی                                         |
| ۲۰۲۰      | گرتل و هانسل                  | هلگای جوان           | فیلم                                                     |
| ۲۰۲۰      | The Secrets She Keeps         | مگان                 | نقش اصلی: ۶ قسمت                                         |
|           | مردی از جرسی                  |                      | در دست ساخت                                              |
| ۲۰۲۳      | در قابل حمل                   |                      | فیلم                                                     |